# Usine Singer de Clydebank
L'usine Singer de Clydebank est une importante usine spécialisée dans la fabrication de machines à coudre, située à Clydebank, près de Glasgow (Royaume-Uni). Ouverte en 1885 par la Singer Manufacturing Company, cette usine a longtemps été la plus importante usine de machines à coudre au monde. Elle a été fermée en 1980.

## Chronologie
- 1882 : la firme américaine Singer Manufacturing Company entreprend la construction d'une vaste usine de machines à coudre à Kilbowie.
- 1885 : mise en service de l'usine de Kilbowie de la Singer Manufacturing Co. Ltd.
- 1900 : l'usine de Kilbowie est renommée « usine de Clydebank ».
- 1911 : important mouvement de grève à l'usine.
- 1914 : la Première Guerre mondiale perturbe les exportations ; l'usine fabrique aussi des munitions.
- 1941 : l'usine est bombardée pendant le Clydebank Blitz.
- 1945 : reprise normale de la production, mais la concurrence est plus vive qu'avant-guerre.
- 1961 : lancement d'un plan de modernisation de l'usine de 7,8 millions de livres.
- 1964 : mise en service d'un nouvel atelier moderne d'un seul niveau.
- 1980 : fermeture de l'usine de Clydebank.

## Histoire

### Les origines
Après le dépôt d'un premier brevet d'invention, Isaac Merritt Singer créa en 1851 la I. M. Singer & Company, qui devint en 1853 la Singer Manufacturing Company, dont le siège ainsi que la première usine se trouvaient à New York. Singer était le premier fabricant de machines à coudre dans le monde. Il développa rapidement une présence commerciale et industrielle en Europe, ce qui fit de l'entreprise Singer une des premières firmes multinationales.
Le succès des machines Singer en Grande-Bretagne amena la firme à ouvrir une première usine  à Glasgow en 1867. L'équipement et les machines furent expédiés des États-Unis, ainsi que les composants des machines qui étaient assemblées en Écosse. Mais à la suite de retards et en raison du coût élevé du transport par voie maritime, la firme Singer décida que l'usine écossaise devrait être  autonome. En 1872, une nouvelle usine fut donc ouverte dans un quartier à l'est de Glasgow, ainsi que des ateliers pour la fabrication des coffrets et le laquage.
En 1881, ces usines employaient 2 000 ouvriers, qui fabriquaient plus de 5 000 machines à coudre par semaine. Comme la demande continuait à croître, Singer prit la décision de construire une vaste usine, qui regrouperait toutes les étapes de la fabrication et qui pourrait faire face à un accroissement de la demande. Dix-neuf hectares de terres agricoles furent acquis à Kilbowie (Clydebank). Le site était bordé au sud par le Forth and Clyde Canal, au nord par la ligne ferroviaire North British Railway, et il était proche de la route de Glasgow. La facilité des communications était essentielle pour une usine qui allait être le centre d'un important trafic de marchandises.

### Prospérité, guerres et crise
Robert Ewan, un architecte de Glasgow, dessina les plans de la nouvelle usine, qui fut construite par la firme McAlpine and Richmond. Le 18 mai 1882, eut lieu la cérémonie de pose de la première pierre en présence du vice-président de Singer, George McKenzie. Plus de vingt millions de briques furent nécessaires pour la construction des deux bâtiments principaux, d'un imposant clocher carré de 60 mètres de haut, et des autres ateliers (ateliers pour les coffrets, une fonderie, etc.). Un réseau de 4 km de voies ferrées reliait l'usine à la ligne Glasgow, Dumbarton et Helensburgh, et les diverses parties de l'usine entre elles. Le département expédition et entrepôt était installé près d'une jetée, aménagée sur le canal.  
Les ateliers entrèrent en activité au fur et à mesure de leur achèvement. L'usine fut terminée à la mi 1885 et employait 5 000 ouvriers à la fin de la même année. Sa mise en service revêtait une telle importance dans la région que la ville de Clydebank, qui fut instituée en 1886, choisit de faire figurer une machine à coudre sur ses armoiries. Dans les années qui suivirent, l'usine continua son développement. Elle fut agrandie par l'addition d'un étage supplémentaire sur tous les bâtiments au début du XXe siècle. Une nouvelle voie ferrée fut construite ainsi qu'une gare, à l'intérieur même de l'usine, qui s'appela « Singer », et qui remplaça l'ancienne gare de Kilbowie. La Singer Manufacturing Company Ltd., qui possédait cette usine, était une filiale de la maison-mère, la Singer Company.
En 1911, l'usine Singer connut le plus important mouvement de grève de son histoire. Douze femmes d'une équipe de l'atelier de polissage des coffrets se mirent en grève à la suite d'un brutal accroissement de leur charge de travail sans compensation salariale. Elles entraînèrent la quasi-totalité des 400 collègues de leur atelier et le lendemain, 10 000 des 11 500 travailleurs de l'usine étaient en grève. Pendant trois semaines, manifestations et meetings réunirent des milliers de personnes dans les rues du bourg. Puis la grève s'effondra en raison de l'envoi par la direction de lettres individuelles aux membres de personnel leur demandant s'ils souhaitaient reprendre le travail. Cette tactique visait à isoler les grévistes les plus résolus. Le 7 avril 1911, la plupart des salariés retournèrent à l'usine. Il y eut 500 licenciements. En 1926, pendant la grève générale, l'usine Singer connut d'importants mouvements sociaux
L'année 1913 vit l'usine battre tous ses records de production avec 1 301 851 machines à coudre fabriquées par 14 000 travailleurs. En 1928, l'effectif atteignit 12 500 travailleurs, mais il tomba à 6 800 en 1932, pendant la Grande Dépression, qui affecta durement Clydebank. Durant la Seconde Guerre mondiale, comme pendant la première, l'usine Singer consacra la plus grande partie de ses capacités de production à la fabrication de pièces de fusil et de munitions. Les 13 et 14 mars 1941, durant le Blitz, Clydebank subit une attaque de 200 bombardiers allemands, qui tua 500 habitants et endommagea davantage les quartiers d'habitation que les usines visées. Plusieurs bâtiments de l'usine Singer furent touchés, mais le travail reprit presque normalement au bout de quelques semaines.

### Les difficultés et le déclin
Après la guerre, les machines à coudre Singer ne dominèrent plus le marché mondial comme elles l'avaient fait dans le passé. Elles furent d'abord concurrencées par les produits de firmes allemande (Pfaff), suisse (Elna) et italienne (Vigorelli). Puis, arrivèrent les machines à coudre japonaises vendues à des prix particulièrement compétitifs. Singer tenta de résister en lançant en 1954 de nouveaux modèles plus légers, techniquement avancés et aux couleurs attrayantes. Mais l'usine de Clydebank, qui employait 16 000 travailleurs en 1960, perdait de l'argent, souffrant d'un mode de gestion et d'un équipement archaïques.
En 1961, la direction générale de Singer envoya à Clydebank une équipe composée d'Américains venus de la maison-mère, la Forward Planning Unit, dont le travail était de repérer les défauts  de l'usine de Clydebank et de proposer un plan de modernisation pour accroître la productivité et réduire les coûts. En 1964, un nouveau et vaste atelier sur un seul niveau, le  High Volume Domestic Building, fut inauguré à Clydebank, entraînant la démolition du célèbre clocher Singer. L'organisation de l'usine fut complètement transformée : les 50 anciens départements contrôlés d'en haut furent remplacés par six divisions indépendantes. Puis l'usine fut scindée en deux groupes : le groupe des machines industrielles et le groupe des machines domestiques. 

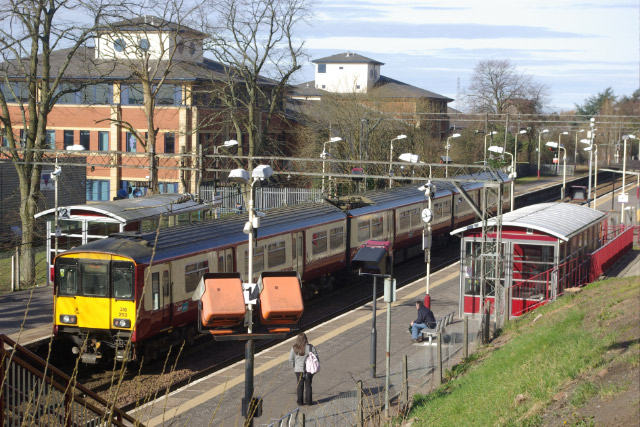
La gare Singer de Clydebank, dernier vestige de l'usine

En 1967, les 6 800 salariés de l’usine fabriquèrent 500 000 machines à coudre, dont 80¨% furent exportées dans 92 pays. Mais ces efforts de modernisation ne donnèrent pas les résultats escomptés, car le marché américain commença à plafonner en 1972, suivi peu après par le marché européen. L'effectif baissa : 6 400 salariés en 1970 et 4 800 en 1978. Les syndicats et les travailleurs de Clydebank se mobilisèrent dans un climat morose pour sauver les emplois restants. La maison-mère, dont la situation financière était fragile, s'était elle-même engagée depuis longtemps dans la fabrication de machines à coudre dans les pays d'Asie. Finalement, le 12 octobre 1979, le président de la Singer Company, Joseph Flavin, annonça la fermeture de l'usine à la fin du mois de juin 1980. 
Le site de Kilbowie fut ensuite racheté par la Scottish Development Agency et les vieux immeubles de l'usine Singer démolis en 1998 pour laisser la place au Clydebank Business Park, supposé attirer de nouveaux investisseurs grâce à diverses incitations financières.